# Чин (гори)
Гори Чин — гори в штаті Чин, на північному заході М'янми, які вдаються в індійський штат Маніпур. Вони є частиною хребта Ракхайн.
Гори Чин прилягають до Араканських гір, які включають гори Лушай і проходять через Нагаленд в Індії, а також частково в М'янмі. Гори Лушай часто пов'язують із горами Чин, оскільки їхня топографія, культура та історія схожі.
Вищою точкою є гора Вікторія, яка одночасно є найвищою точкою хребта Ракхайн. Вона розташована на півдні штату Чин і досягає заввишки 3094 метри.
Найбільше місто в горах Чин — Пхалан — знаходиться в їхній північній частині.
Район населений народом чин, люди якого схожі на своїх сусідів на заході зомі.

## Природа
У горах на висотах понад 1000 метрів розташований екорегіон гірські ліси Чину та Аракану, які є домом для популяції слонів, а також араканської шипової черепахи (Heosemys depressa), якій загрожує зникнення. Цей екорегіон покритий лісами з таких видів, як сосна (Pinus), чайне (Camellia sinensis) та тикове (Tectona grandis) дерева.
На нижніх схилах гір Чин до висот близько 1000 метрів розташовані дощові ліси Мізорама-Маніпура-Качина — екорегіон, що характеризується напіввічнозеленими дощовими лісами.
Гори Чин значною мірою зберігають первозданну рослинність, оскільки людей цікавили насамперед тикові ліси, а деревина інших порід не становила досі промислової цінності.

## Інтернет-ресурси
- Burma — Geography
- Google Books, The Physical Geography of Southeast Asia
- Chin Hills . // Encyclopædia Britannica (англ.). Т. 6 (вид. 11-те). 1911. с. 233.